# 身体装飾
身体装飾（しんたいそうしょく）とは身体を飾る行為、またその結果の装飾である。広義には衣服や装身具の着用も含めるが、より一般的には化粧、染髪、結髪、身体に穴を開ける行為、入れ墨、ボディペインティング等による装飾を指す。外科的施術を伴うものは身体改造（身体変工）として区別する場合もある。

## 概要
人類の歴史上、身体の装飾行為がいつ始まったのかは定かではない。しかし人類が社会を形成するようになって以降の遺構からは、さまざまな身体装飾の痕跡が見出されている。例えば日本列島では縄文時代の土偶などに入れ墨が表現されており、男女ともに身体装飾に使用されていた。身体の装飾は、美意識だけによるものではなく、個人ないし集団を同定し得るシンボル（目印）ともなり、通過儀礼や魔除け等のためにも行われた。自然崇拝や精霊崇拝の盛んな地域では動物と同じ能力や精霊の力を手に入れるために、その対象物の一部を模した模様や紋章などを、入れ墨や瘢痕文身として身体に入れることも見られる。また身分差別や犯罪者の識別等のための懲罰的な身体装飾もみられる。
現代的な人権意識では、纏足等身体への侵襲を伴う身体装飾（人為的に傷つけるもの）を強要したり、自意識が発達する以前に恒久的な身体装飾を施すものは問題視される傾向も見られる。